# Odra Południowa

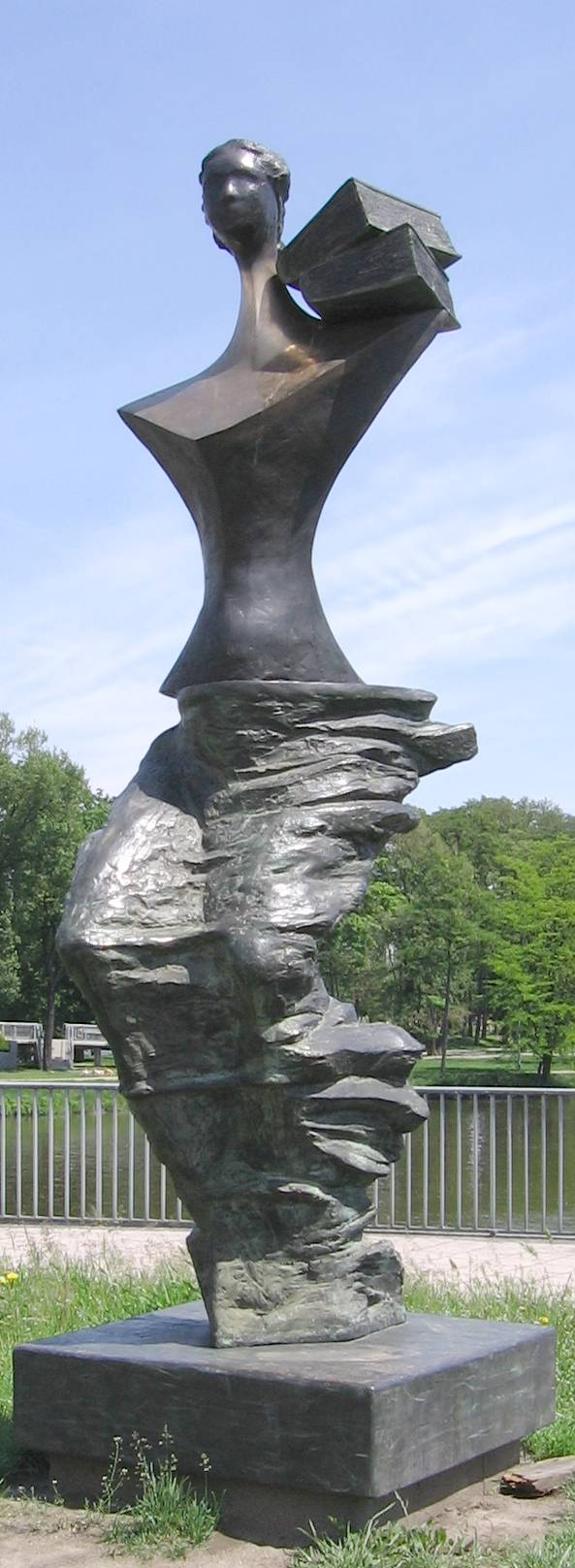
Powodzianka

Odra Południowa we Wrocławiu, to ramię rzeki Odry zlokalizowane w Śródmiejskim Węźle Wodnym. W rejonie Stopnia Wodnego Szczytniki Odra dzieli się na Odrę śródmiejską i Starą Odrę. Dalej Odra śródmiejska płynie w kierunku centrum miasta. Tu w rejonie Ostrowa Tumskiego koryto rzeki dzieli się na dwa ramiona rozdzielone Wyspą Piasek: Odrę Północną i Odrę Południową; tu również znajduje się jedna z przystani użytkowanych przez białą flotę – Przystań Kardynalska, natomiast na lewym brzegu znajduje się Przystań przy Hali Targowej. Oba ramiona, oraz inne, mniejsze ramiona i kanały, otaczają swoimi wodami wyspy odrzańskie położone centrum miasta: zespół wschodnich wysp odrzańskich. Odra Północna i Południowa ponownie łączą się na krótkim odcinku rzeki przed Kępą Mieszczańska, w około 252 km biegu Odry. Następnie oba ramiona opływają tę wyspę wraz z mniejszymi, bezimiennymi wysepkami, by połączyć się ostatecznie za jej północnym przylądkiem. Bieg Odry kilometrowany jest wzdłuż nurtu Odry Południowej.
Odra w obszarze miasta jest na całej swej długości rzeką skanalizowaną, co oznacza, że każdy jej odcinek znajduje się w zasięgu oddziaływania, określonego dla danego odcinka rzeki, stopnia wodnego. W przypadku Odry Południowej są to następujące stopnie wodne: górny odcinek – Piaskowy Stopień Wodny, środkowy odcinek – Mieszczański Stopień Wodny, dolny odcinek – Stopień Wodny Rędzin. Ten szlak wodny nie stanowi drogi wodnej w rozumieniu rozporządzenia Rady Ministrów w sprawie śródlądowych dróg wodnych – wykaz śródlądowych dróg wodnych. Śródmiejskie szlaki żeglugowe zostały udostępnione dla żeglugi przez Regionalny Zarząd Gospodarki Wodnej we Wrocławiu. Odra Południowa jest tylko częściowo dostępna dla żeglugi. Przeszkodami, które uniemożliwiają poruszanie się jednostek pływających na całej długości tego ramienia rzeki są: Jaz św. Macieja oraz jaz i elektrownia wodna Wrocław I (Południowa). W rejonie tych dwóch przeszkód poszczególne odcinki są zamknięte dla żeglugi, ruch jednostek pływających odbywa się przez równolegle przeprowadzone przekopy, na których zlokalizowano śluzy komorowe: Śluza Mieszczańska i Śluza Piaskowa.
Nad Odrą Południową przerzuconych jest szereg przepraw – mostów drogowych. Część z nich przedłużona jest przeprawami przerzuconymi również przez Odrę Północną, np. Mosty Młyńskie, Mosty Uniwersyteckie, Mosty Pomorskie itp..
Zagospodarowanie brzegów Odry Południowej wzdłuż jej biegu jest niejednolite. Brzeg lewy to obszar Starego Miasta, jednak wzdłuż samej rzeki tylko na krótkich odcinkach znajduje się zabudowa. W początkowym biegu tego ramienia rzeki na lewym brzegu przebiega Bulwar Xawerego Dunikowskiego, Ulica Grodzka i dalej Nowy Świat. Za tą ulicą do brzegu bezpośrednio przylega zabudowa między innymi Elektrowni Wodnej Wrocław I (Południwej – budynek znajduje się na bezimiennej wysepce utworzonej przez przekop zasilający turbiny elektrowni), Arsenału i dawnego szpitala. Za Mostem Sikorskiego znajduje się teren były zakładów, a za nim krótki bulwar. Za Mostem Dmowskiego wzdłuż pionowego, żelbetowego nabrzeża rozciągają się tereny zakładów, aż do Remontowej Stoczni Rzecznej. Natomiast prawy brzeg to wyspy. W zespole wschodnich wysp odrzańskich, poza niewielkim obszarem zabudowy Wyspy Piasek (bulwar wzdłuż nabrzeża) obszar pozostałych wysp zajmuje zieleń miejska, z wytyczonymi alejami spacerowymi, połączonymi kładkami i mostami, oraz placami zabaw. W wielu miejscach wybudowano schody umożliwiające zejście do samej wody, a wzdłuż Wyspy Słodowej wyznaczono miejsca cumowania jednostek pływających. Inaczej wygląda zagospodarowanie brzegu Kępy Mieszczańskiej. Tu na cyplu rozdzielającym oba ramiona rzeki znajduje się rzeźba – pomnik autorstwa wrocławskiego rzeźbiarza Stanisława Wysockiego pt. "Powodzianka". Dalej między Mostem Uniwersyteckim, a Mostem Pomorskim zakotwiczona jest niewielka keja użytkowana przez białą flotę i budynek mariny śródmiejskiej – Mariny Topacz (basen portowy znajduje się na przeciwległym brzegu wyspy, nad Odrą Północną). Tu również swój początek bierze przekop Śluzy Mieszczańskiej. Za Mostem Pomorskim rozciąga się obszar zabudowy mieszkalno usługowej, bazy policji i innej, aż do Mostu Dmowskiego. Za nim znajduje się niegdyś niedostępny obszar byłych terenów wojskowych. Znaczna część brzegów Odry Południowej jest umocniona, często są to nabrzeża w postaci umocnionych brzegów skarpowych, w tym także brukowanych, lub pionowych (albo o dużym kącie nachylania) ścian, w tym masywnych konstrukcji pracujących jako mury oporowe, część z nich oblicowane okładziną kamienną, lub ścian murowanych, ceglanych.
| km     | nazwa                           | rodzaj     | lewy brzeg                       | prawy brzeg                  | światło | fotografia |
| ------ | ------------------------------- | ---------- | -------------------------------- | ---------------------------- | ------- | ---------- |
|        | Odra Północna                   | bifrukacja | Bulwar Xawerego Dunikowskiego    | Odra Północna                |         |            |
| 251,60 | Most Piaskowy                   | most       | Stare Miasto                     | Wyspa Piasek                 | 31,74 m |            |
|        | przekop Śluzy Piaskowej         | bifrukacja | Ulica Grodzka                    | kanał                        |         |            |
|        | Kanał Jazu Macieja              | bifrukacja | kanał                            | Wyspa Daliowa                |         |            |
| 252,00 | Jaz św. Macieja                 | jaz        | Tamka                            | Wyspa Daliowa                | 31,04 m |            |
|        | przekop Śluzy Piaskowej         | ujście     | Tamka                            | kanał                        |         |            |
|        | Kanał Młyna Maria               | ujście     | Tamka                            | kanał                        |         |            |
|        | miejsca cumowania               | port       | Tamka                            | Wyspa Słodowa (port)         |         |            |
|        | Kanał Jazu Macieja              | ujście     | kanał                            | Wyspa Słodowa                |         |            |
|        | Odra Północna                   | ujście     | Tamka                            | Odra Północna                |         |            |
|        | Odra Północna                   | bifrukacja | Tamka                            | Odra Północna                |         |            |
| 252,00 | Most Uniwersytecki Południowy   | most       | Stare Miasto                     | Kępa Mieszczańska            | 53,62 m |            |
|        | przystań białej floty           | port       | Ulica Grodzka                    | Kępa Mieszczańska (przystań) |         |            |
|        | przekop Śluzy Mieszczańskiej    | bifrukacja | Ulica Grodzka                    | kanał                        |         |            |
| 252,20 | Most Pomorski Południowy        | most       | Stare Miasto                     | wyspa (bezimienna)           | 86,0 m  |            |
|        | kanał elektrowni I              | bifrukacja | kanał                            | wyspa (bezimienna)           |         |            |
| 252,45 | Jaz Elektrowni Wodnej Wrocław I | jaz        | wyspa (bezimienna) – elektrownia | wyspa (bezimienna)           | 39,9 m  |            |
|        | przekop Śluzy Mieszczańskiej    | ujście     | wyspa (bezimienna) – elektrownia | kanał                        |         |            |
|        | kanał elektrowni I              | ujście     | kanał                            | Kępa Mieszczańska            |         |            |
| 252,80 | Most Sikorskiego                | most       | Ulica Podwale                    | Kępa Mieszczańska            | 97,6 m  |            |
|        | spust wody z Fosy Miejskiej     | ujście     | ujście                           | Kępa Mieszczańska            |         |            |
|        | Most Dmowskiego                 | most       | Szczepin                         | Kępa Mieszczańska            | 126,0 m |            |
|        | Odra Północna                   | ujście     | Szczepin                         | Odra Północna                |         |            |